# جيرالد ميرفي
جيرالد ميرفي (بالإنجليزية: Gerald Murphy)‏ هو لاعب قذف أيرلندي، ولد في 1928 في Midleton ‏ في جمهورية أيرلندا، وتوفي في 1978.